# Imagineer (entreprise)
Imagineer Co., Ltd. (イマジニア株式会社, Imajinia Kabushiki-gaisha) est une entreprise japonaise fondée en 1986, basée dans le quartier de Shinjuku à Tokyo, qui exerce son activité dans le développement et l'édition de jeux vidéo.

## Histoire
Imagineer est une entreprise fondée en 1986 (enregistrée en 1977). Elle a édité de nombreux jeux occidentaux sur le marché japonais. Elle est aussi responsable de la version Super Nintendo de Populous et de Wolfenstein 3D. Elle a ensuite acquis Rocket Company en 2005. 

## Jeux édités
| Titre                                                            | Développeur                                 | Système                                      | Date |
| ---------------------------------------------------------------- | ------------------------------------------- | -------------------------------------------- | ---- |
| Ginga Denshō: Galaxy Odyssey                                     | Atlus                                       | Famicom Disk System                          | 1986 |
| Seiken Psycho Caliber: Majū no Mori Densetsu                     | C-Lab                                       | Nintendo Entertainment System                | 1987 |
| The Battle of Olympus                                            | Infinity                                    | Nintendo Entertainment System, Game Boy      | 1988 |
| Populous                                                         | Bullfrog Productions                        | Sharp X68000, PC-98, FM Towns, Super NES     | 1990 |
| SimCity                                                          | Maxis                                       | Sharp X68000, DOS                            | 1990 |
| Kick Off                                                         | Anco Software                               | Nintendo Entertainment System                | 1991 |
| Elite                                                            | Acornsoft                                   | Nintendo Entertainment System                | 1991 |
| SimEarth: The Living Planet                                      | Maxis                                       | Sharp X68000, PC-98, FM Towns, Super NES     | 1991 |
| Kick Off 2                                                       | Anco Software                               | Sharp X68000                                 | 1991 |
| Powermonger                                                      | Bullfrog Productions                        | Sharp X68000, PC-98, FM Towns, Super NES     | 1991 |
| Lemmings                                                         | DMA Design                                  | Sharp X68000, DOS, PC-98, FM Towns, Game Boy | 1991 |
| Tip Off                                                          | Anco Software                               | Game Boy                                     | 1992 |
| Super Kick Off                                                   | Anco Software                               | Super NES                                    | 1992 |
| John Madden Football '92                                         | Park Place Entertainment                    | Super NES                                    | 1992 |
| RoboSport                                                        | Maxis                                       | Macintosh                                    | 1992 |
| Super Hunchback                                                  | Ocean Software                              | Game Boy                                     | 1992 |
| PGA Tour Golf                                                    | Sterling Silver Software                    | Super NES                                    | 1992 |
| Populous 2: Trials of the Olympian Gods                          | Bullfrog Productions                        | Sharp X68000, PC-98, FM Towns, Super NES     | 1992 |
| F29 Retaliator                                                   | Digital Image Design                        | PC-98, FM Towns                              | 1992 |
| Mega lo Mania                                                    | Sensible Software                           | Sharp X68000, PC-98, FM Towns, Super NES     | 1993 |
| 4-in-1 Fun Pak                                                   | Beam Software                               | Game Boy                                     | 1993 |
| Splitz                                                           | Enigma Variations                           | Game Boy                                     | 1993 |
| Super Turrican                                                   | Rainbow Arts                                | Nintendo Entertainment System                | 1993 |
| SimAnt                                                           | Maxis                                       | Sharp X68000, PC-98, FM Towns                | 1993 |
| Harpoon                                                          | Three-Sixty Pacific                         | PC-98                                        | 1993 |
| Vegas Stakes                                                     | HAL Laboratory                              | Super NES                                    | 1993 |
| Kevin Keegan's Player Manager                                    | Anco Software                               | Super NES                                    | 1994 |
| Epic (jeu vidéo)                                                 | Digital Image Design                        | PC-98                                        | 1994 |
| Wolfenstein 3D                                                   | Id Software                                 | Super NES, PC-98                             | 1994 |
| Super Loopz                                                      | Graffiti                                    | Super NES                                    | 1994 |
| Space Ace                                                        | Entertainment International                 | Super NES                                    | 1994 |
| Adventures of Lolo                                               | HAL Laboratory                              | Game Boy                                     | 1994 |
| SimFarm                                                          | Maxis                                       | PC-98                                        | 1994 |
| Seifuku Densetsu: Pretty Fighter                                 | Genki                                       | Super NES                                    | 1994 |
| Championship Pool                                                | Bitmasters                                  | Super NES                                    | 1994 |
| Doom                                                             | Id Software                                 | PC-98, Super NES                             | 1994 |
| Super Wrestle Angels                                             | Communication Group Plum                    | Super NES                                    | 1994 |
| Iron Assault                                                     | Grafitti                                    | PC-98                                        | 1995 |
| Sango Fighter                                                    | Panda Entertainment                         | PC-98                                        | 1995 |
| Mr. Do!                                                          | Universal Entertainment                     | Super NES                                    | 1995 |
| Galaxy Wars                                                      | Universal Entertainment                     | Super NES                                    | 1995 |
| The Lemmings Chronicles                                          | DMA Design                                  | DOS                                          | 1995 |
| Doom II: Hell on Earth                                           | Id Software                                 | PC-98                                        | 1995 |
| Seifuku Densetsu: Pretty Fighter X                               | Sol                                         | Saturn                                       | 1995 |
| Virtuoso                                                         | MotiveTime                                  | 3DO Interactive Multiplayer                  | 1995 |
| Virtual Open Tennis                                              | Arc System Works                            | Saturn                                       | 1995 |
| Welcome House                                                    | Gust Co. Ltd                                | Saturn, PlayStation                          | 1996 |
| Richard Scarry's Une journée bien remplie pour Cassis et Abricot | Realtime Associates                         | Sega Pico                                    | 1996 |
| In the Hunt                                                      | Irem                                        | Saturn                                       | 1996 |
| Tactical Fighter Experiment                                      | Digital Image Design                        | PC-98, PlayStation                           | 1996 |
| Lemmings 3D                                                      | DMA Design                                  | Saturn                                       | 1996 |
| Star Fighter                                                     | The World Federation Entertainments Network | 3DO Interactive Multiplayer                  | 1996 |
| Apache                                                           | Digital Integration                         | Windows                                      | 1996 |
| Chokukan Night: Pro Yakyu King                                   | Genki                                       | Nintendo 64                                  | 1996 |
| G.O.D: Mezameyo to Yobu Koe ga Kikoe                             | Infinity                                    | Super NES, PlayStation                       | 1996 |
| EVE Burst Error                                                  | Bullfrog Productions                        | Saturn                                       | 1997 |
| Tokyo Highway Battle                                             | Genki                                       | Saturn                                       | 1997 |
| Multi-Racing Championship                                        | Genki                                       | Nintendo 64                                  | 1997 |
| Medabots                                                         | Natsume                                     | Game Boy                                     | 1997 |
| Chaos Overlords                                                  | Stick Man Games                             | Windows                                      | 1997 |
| Kaitohranma                                                      | Allpowerful                                 | Windows                                      | 1997 |
| Desire                                                           | Bullfrog Productions                        | Saturn (console de jeux vidéo)               | 1997 |
| International Rally Championship                                 | Magnetic Fields                             | Windows                                      | 1997 |
| Sub Culture                                                      | Criterion Games                             | Windows                                      | 1998 |
| EVE: The Lost One                                                | C's Ware                                    | Saturn, PlayStation                          | 1998 |
| Incoming: The Final Conflict                                     | Rage Software                               | Dreamcast, Windows                           | 1998 |
| Lords of the Realm II                                            | Impressions                                 | Windows                                      | 1998 |
| Redline Racer                                                    | Criterion Games                             | Dreamcast                                    | 1998 |
| TOCA Touring Car Championship                                    | Codemasters                                 | Windows                                      | 1998 |
| Uprising                                                         | Codemasters                                 | Windows                                      | 1998 |
| GT64                                                             | Media Design                                | Nintendo 64                                  | 1998 |
| Die by the Sword                                                 | Treyarch                                    | Windows                                      | 1998 |
| Total Air War                                                    | Digital Image Design                        | Windows                                      | 1998 |
| Exodus Guilty                                                    | Abel                                        | PlayStation                                  | 1998 |
| Wetrix                                                           | Zed Two                                     | Nintendo 64                                  | 1998 |
| Bardysh: Kromeford no Jūnintachi                                 | Infinity                                    | Windows                                      | 1998 |
| Fighters Destiny                                                 | Genki                                       | Nintendo 64                                  | 1998 |
| Big Mountain 2000                                                | Natsume                                     | Nintendo 64                                  | 1998 |
| Caesar III                                                       | Impressions Games                           | Windows, Macintosh                           | 1999 |
| Colin McRae Rally                                                | Codemasters                                 | Windows                                      | 1999 |
| Worms Armageddon                                                 | Team17                                      | Nintendo 64                                  | 1999 |
| Millenium Soldiers; Expendable                                   | Rage Software                               | Dreamcast, Windows                           | 1999 |
| Zool: Majū Tsukai Densetsu                                       | Pandora Box                                 | Nintendo 64                                  | 1999 |
| Requiem: Avenging Angel                                          | Cyclone Studios                             | Windows                                      | 1999 |
| Fighter Destiny 2                                                | Genki                                       | Nintendo 64                                  | 1999 |
| Descent 3                                                        | Outrage Entertainment                       | Windows                                      | 1999 |
| King's Quest : Masque d'éternité                                 | Sierra on-line                              | Nintendo 64                                  | 1999 |
| Medarot R                                                        | Natsume                                     | PlayStation                                  | 1999 |
| Elemental Tale - Jack's Great Adventure: Satan's Counterattack   | Atelier Double                              | Game Boy Color                               | 1999 |
| Drakan : Les Chevaliers du feu                                   | Surreal Software                            | Windows                                      | 2000 |
| Crusaders of Might and Magic                                     | The 3DO Company                             | Windows                                      | 2000 |
| Striker Pro 2000                                                 | Rage Software                               | Dreamcast                                    | 2000 |
| Atelier Elie: The Alchemist of Salburg 2                         | Gust                                        | Windows                                      | 2000 |
| F/A-18E Super Hornet (jeu vidéo)                                 | Digital Integration                         | Windows                                      | 2000 |
| Atelier Marie: The Alchemist of Salburg                          | Gust                                        | Windows                                      | 2000 |
| Wild Wild Racing                                                 | Rage Software                               | PlayStation 2                                | 2000 |
| Aqua Aqua: Wetrix 2                                              | Zed Two                                     | PlayStation 2                                | 2000 |
| Colin McRae Rally 2.0                                            | Codemasters                                 | Windows                                      | 2000 |
| Operation Flashpoint: Cold War Crisis                            | Bohemia Interactive                         | Windows                                      | 2001 |
| Might and Magic VIII : Le Jour du destructeur                    | New World Computing                         | PlayStation 2                                | 2001 |
| Medarot Navi: Kabuto                                             | Natsume                                     | Game Boy Advance                             | 2001 |
| Medarot Navi: Kuwagata                                           | Natsume                                     | Game Boy Advance                             | 2001 |
| eRacer                                                           | Rage Software                               | Windows                                      | 2001 |
| Might and Magic IX                                               | New World Computing                         | Windows                                      | 2002 |
| No One Lives Forever 2 : Le CRIME est éternel                    | Monolith Productions                        | Windows                                      | 2003 |
| Robin Hood : La Légende de Sherwood                              | Spellbound Entertainment                    | Windows                                      | 2003 |
| NASCAR Racing: 2003 Season                                       | Papyrus Design Group                        | Windows                                      | 2003 |
| Etherlords II                                                    | Nival Interactive                           | Windows                                      | 2003 |
| Medabots S: Unlimited Nova                                       | SoWhat                                      | iOS, Android                                 | 2018 |

## Jeux développés
| Titre                                                  | Système                       | Date |
| ------------------------------------------------------ | ----------------------------- | ---- |
| Kieta Princes                                          | Nintendo Entertainment System | 1986 |
| Matsumoto Tōru no Kabushiki Hisshōgaku                 | Nintendo Entertainment System | 1988 |
| SimCity 2000                                           | PC-98, Super NES, Nintendo 64 | 1994 |
| Hankō Shashin: Shibarareta Shōjotachi no Mita Mono wa? | Saturn                        | 1995 |
| Holy Magic Century                                     | Nintendo 64                   | 1996 |
| Kaitohranma Miyabi                                     | PlayStation                   | 1999 |
| Kōchū Kakutō: Mushi 1 Grand Prix                       | Nintendo DS                   | 2005 |
| Rilakkuma na Mainichi                                  | Game Boy Advance              | 2005 |
| Medarot Classics                                       | Nintendo 3DS                  | 2017 |
| Little Friends: Dogs & Cats                            | Nintendo Switch               | 2018 |
| Fitness Boxing                                         | Nintendo Switch               | 2018 |
| Sumi Sumi                                              | iOS, Android                  | 2018 |
| Rilakkuma Farm                                         | iOS, Android                  | 2019 |
| Sumikko gurashi-Puzzling Ways                          | iOS, Android                  | 2019 |